# Osmia leaiana
Osmia leaiana ist eine solitäre Wildbienenart der Gattung Gattung Osmia aus der Gruppe der Mauerbienen (Familie Megachilidae).

## Merkmale

### Weibchen
Die Weibchen besitzen eine Größe zwischen 9 und 10 Millimeter. Sie haben einen schwarzen Körper, die Tergite des Hinterleibs manchmal mit mehr oder weniger metallisch blauem oder grünem Glanz. Die Behaarung ist bis auf die leuchtend orangerote Bauchbürste weißlich. Die Haarbinden auf der Oberseite des Hinterleibs sind schütter und undeutlich. Die Mandibeln sind an der Basis verdickt, mit einer mittleren Rippe und an der Basis mit einer aufstehenden Ecke. Das Scutellum und das Mittelfeld des Propodeums sind stark glänzend, das übrige Propodeum durch die dichte Punktierung matt. Die Art ist von verwandten Arten, insbesondere Osmia niveata im Gelände und auf Fotos nicht unterscheidbar. Artmerkmal ist: Der Vorderrand des Clypeus trägt in der Mitte zwei (gelegentlich auch nur einen) vorspringenden Höcker, er ist nicht ausgerandet.

### Männchen
Die Männchen besitzen einen metallisch grünlich oder blau glänzenden Körper mit rotbrauner Behaarung. Ihre Größe beträgt zwischen 8 und 10 Millimeter. Der erste Sternit des freien Hinterleibs besitzt keine Sonderbildungen wie vorstehende Lamellen oder Höcker. Das Mittelfeld des Pronotums ist glatt und glänzend und sehr deutlich von den matten Seitenfeldern abgesetzt. Auch sie sind im Gelände nicht von verwandten Arten unterscheidbar.

## Verbreitung
Ihre Verbreitung erstreckt sich in Europa nach Norden hin bis um den 64. nördlichen Breitengrad. Südlich ist sie bis nach Nordafrika verbreitet. Osmia leaiana besiedelt fast die gesamte Paläarktis, vom Atlantik im Westen bis zum Pazifik (Region Chabarowsk,) im Osten. Die Art ist aus der Türkei, dem nördlichen Iran Kasachstan und Jakutien angegeben.

## Ökologie
Osmia leaiana nistet in vorhandenen Gängen in Totholz und in hohlen Pflanzenstängeln, sie besiedelt auch Löcher von künstlichen Nisthilfen. Zellwände und Nestverschluss bereitet sie aus gekauten Blättern. Für Pollen ist sie auf Korbblütler (Asteraceae) spezialisiert, wobei sie vor allem von rot blühenden Disteln und Flockenblumen angegeben wird. Die Flugzeit der Art reicht in Mitteleuropa etwa von Mai bis August.

### Kuckucksbienen
Ihre Kuckucksbienen sind Stelis phaeoptera und möglicherweise auch Stelis punctulatissima.

## Taxonomie
Die Art wurde als Apis leaiana im Jahr 1802 durch den englischen Entomologen William Kirby erstbeschrieben. Innerhalb der Gattung Osmia wird Osmia leaiana zur Untergattung Helicosmia gerechnet. Synonyme sind Apis hirta Geoffroy, 1785 (nec Schrank, 1781), Apis ventralis Panzer, 1798, Osmia atra Schenk, 1853, Osmia confusa Morawitz, 1869, Osmia solskyi Morawetz, 1870, Osmia truncatula Thomson, 1872, Osmia bidens Pérez, 1879, Osmia forsii Alfken, 1924. Es werden zwei Unterarten unterschieden:
- Osmia leaiana leaiana
- Osmia leaiana schachti

Die Unterart schachti wurde durch Klaus Warncke als Osmia ventralis schachti nach Material aus Marokko (Oukaïmeden) beschrieben und ist nur von dort bekannt.